# VNS Matrix
VNS Matrix war ein Künstlerinnenkollektiv, das 1991 in Adelaide, Australien, von Josephine Starrs, Julianne Pierce, Francesca da Rimini und Virginia Barratt gegründet wurde. Ihre Arbeiten umfassten Installationen, Veranstaltungen und Poster, die über das Internet, Zeitschriften und Plakatwände verbreitet wurden. Ausgehend von einer sexualisierten und gesellschaftlich aufgeladenen Beziehung zwischen Frauen und Technologie hinterfragten die Arbeiten subversiv Diskurse über Herrschaft und Kontrolle im expandierenden Cyberspace. Sie gehören zu den ersten Künstlerinnen, die den Begriff Cyberfeminismus zur Beschreibung ihrer Praxis verwendeten; laut der Künstlerin Anna Couey prägten sie den Begriff zusammen mit Sadie Plant. 1991 verwendeten sie erstmals den Begriff „Cyberfeminist“.

## Geschichte und aktivistische Praxis
VNS Matrix war eine australische feministische Künstlerinnengruppe, die von 1991 bis 1997 aktiv war. Ihre aktivistische Praxis befasste sich in erster Linie mit der Rolle der Frau in Technologie und Kunst, wobei sie sich insbesondere mit „der geschlechtsspezifischen Dominanz und Kontrolle der neuen Technologien“ auseinandersetzte und „die Konstruktion von sozialem Raum, Identität und Sexualität im Cyberspace“ erforschte.
Eins ihrer ersten Werke war eine 2 × 5 m große Plakatwand, die ankündigte „die Klitoris ist eine direkte Verbindung zur Matrix...“. 1991 schrieben sie ihr A Cyberfeminist Manifesto for the 21st Century. Obwohl das Manifest für das Internet entworfen wurde – auf mehreren Webseiten verlinkt – verbreitete es sich auch piratisch über traditionelle Medien wie Radio, Fernsehen und im öffentlichen Raum und Printmedien.
1993 stellte VNS Matrix in der Experimental Art Foundation Gallery in Adelaide ihr Computerkunstspiel/Installation All New Gen vor, die landesweites Interesse und begeisterte Kritiken hervorrief. Nach dem Einloggen in All New Gen wird den Spielenden als erstes die Frage gestellt: „Welches ist Ihr Geschlecht? Männlich, weiblich, keines von beiden.“ ‚Weder noch‘ ist die richtige Antwort, da ein Klick auf das Symbol ‚Männlich‘ oder ‚Weiblich‘ die Spielenden in eine Schleife schickt, die sie aus dem Spiel herausführt. 1994 wurde All New Gen auf dem Internationalen Symposium für elektronische Kunst in Helsinki mit großem Interesse aufgenommen und anschließend in einer Reihe von Galerien und Kunsträumen in Australien, Europa, den Vereinigten Staaten, Kanada und Japan gezeigt. Später erhielt VNS Matrix einen Zuschuss von 100.000 Dollar von der australischen Filmkommission, um einen Prototyp eines All-Gen-CD-ROM-Spiels mit dem Namen Bad Code für den internationalen Vertrieb zu entwickeln, der eine Reihe von Verbesserungen enthielt, darunter anspruchsvolle neue Bilder, 3D-Grafikräume, Animationen, Videosequenzen, Charaktere und Zonen.

## Neueste Arbeiten
Im Jahr 2019 nahm VNS Matrix an der Gruppenausstellung Producing Futures: An Exhibition on Post-Cyberfeminism im Migros Museum für Gegenwartskunst in Zürich teil.
2024 war VNS Matrix auf der Kunstbiennale von Sydney vertreten.

## Weiterführende Artikel
- VNS Matrix and Virginia Barratt interviewed by Bernadette Flynn. Continuum: Journal of Media and Cultural Studies 8(1): 1994, S. 419–432.
- An Oral History of the First Cyberfeminists by Claire L. Evans Motherboard, 11. Dez. 2014. Abgerufen am 7. Dezember 2024.